# Генрих Блуаский

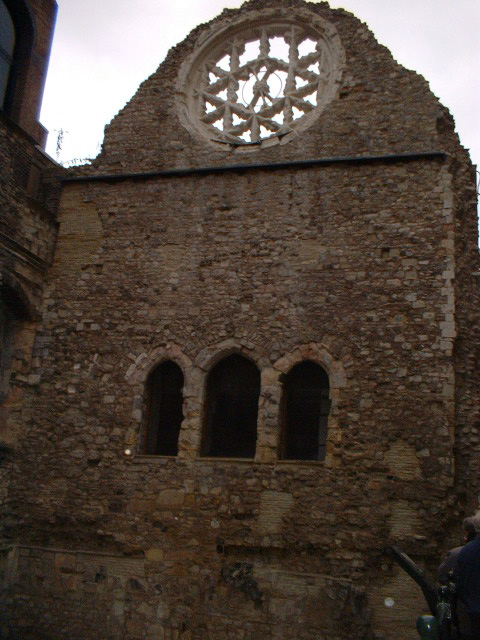
Руины Уинчестерского дворца в Лондоне, построенного Генрихом Блуаским

Генрих Блуаский (фр. Henri de Blois, англ. Henry of Blois; 1101 — 1 июля 1171) — епископ Уинчестерский (с 1129), папский легат (1139—1143), один из крупнейших политических деятелей периода феодальной анархии в Англии.

## Биография

### Юность
Генрих был одним из младших сыновей Этьена II, графа де Блуа, и Аделы Нормандской, дочери герцога Нормандии и короля Англии Вильгельма Завоевателя. В отличие от своих старших братьев — Тибо IV Великого, будущего графа Шампани, и Стефана, будущего короля Англии, — Генрих выбрал духовную карьеру. Он получил образование в Клюнийском монастыре, где стал активным сторонником клюнийского движения, борящегося за реформу церкви путём освобождения её от влияния светской власти и повышение стандартов благочестия, послушания и образования среди священнослужителей.

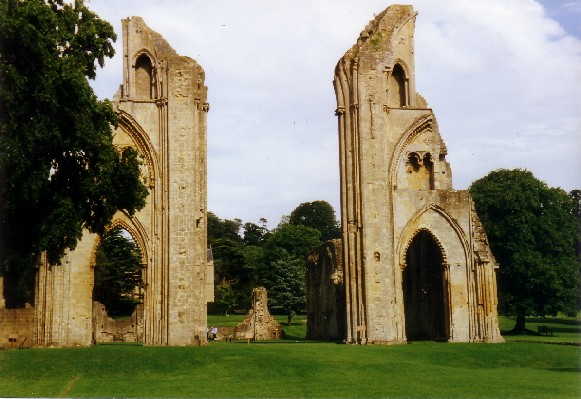
Руины аббатства Гластонбери

В начале 1120-х годов Генрих перебрался в Англию, ко двору своего дяди короля Генриха I Боклерка. В 1126 году он был избран аббатом Гластонбери, одного из старейших и богатейших английских монастырей. Вскоре после своего избрания Генрих поручил Вильяму Мальмсберийскому написать историю аббатства, в результате чего была создана хроника «De Antiquitate Glastoniensis Ecclesiae», один из немногих дошедших до настоящего времени источников по ранней истории английской церкви. 4 октября 1129 года Генрих Блуаский получил пост епископа Уинчестера, сохранив при этом за собой Гластонбери. Уинчестер в раннее Средневековье являлся одним из главных королевских центров Англии, фактической столицей королевства. Своё значение город сохранил и после нормандского завоевания, продолжая оставаться местом, где хранилась королевская казна и драгоценности.
К середине 1130-х годов Генрих стал одним из наиболее влиятельных людей в английской церкви. Именно ему в значительной степени был обязан старший брат Генриха Стефан Блуаский короной Англии: когда после смерти Генриха I Боклерка в 1135 году встал вопрос о наследовании английского престола, влияние епископа Уинчестерского обеспечило поддержку Стефана высшим духовенством страны. На его сторону перешли и архиепископ Кентерберийский Вильгельм де Корбейль, и глава королевской администрации епископ Роджер Сольсберийский. Сам Генрих Блуаский убедил коменданта Уинчестера передать королевскую казну Стефану. В результате последний был без особого сопротивления избран и коронован королём Англии. За свою поддержку Стефан в начале 1136 года подписал хартию вольностей английской церкви, составленную под руководством епископа Генриха. В хартии король гарантировал соблюдение прав и привилегий церкви, невмешательство светской власти в процесс избрания епископов и аббатов, отказ от симонии, полную независимость церковной юрисдикции и отмену права короля на имущество умерших епископов.

### Гражданская война в Англии

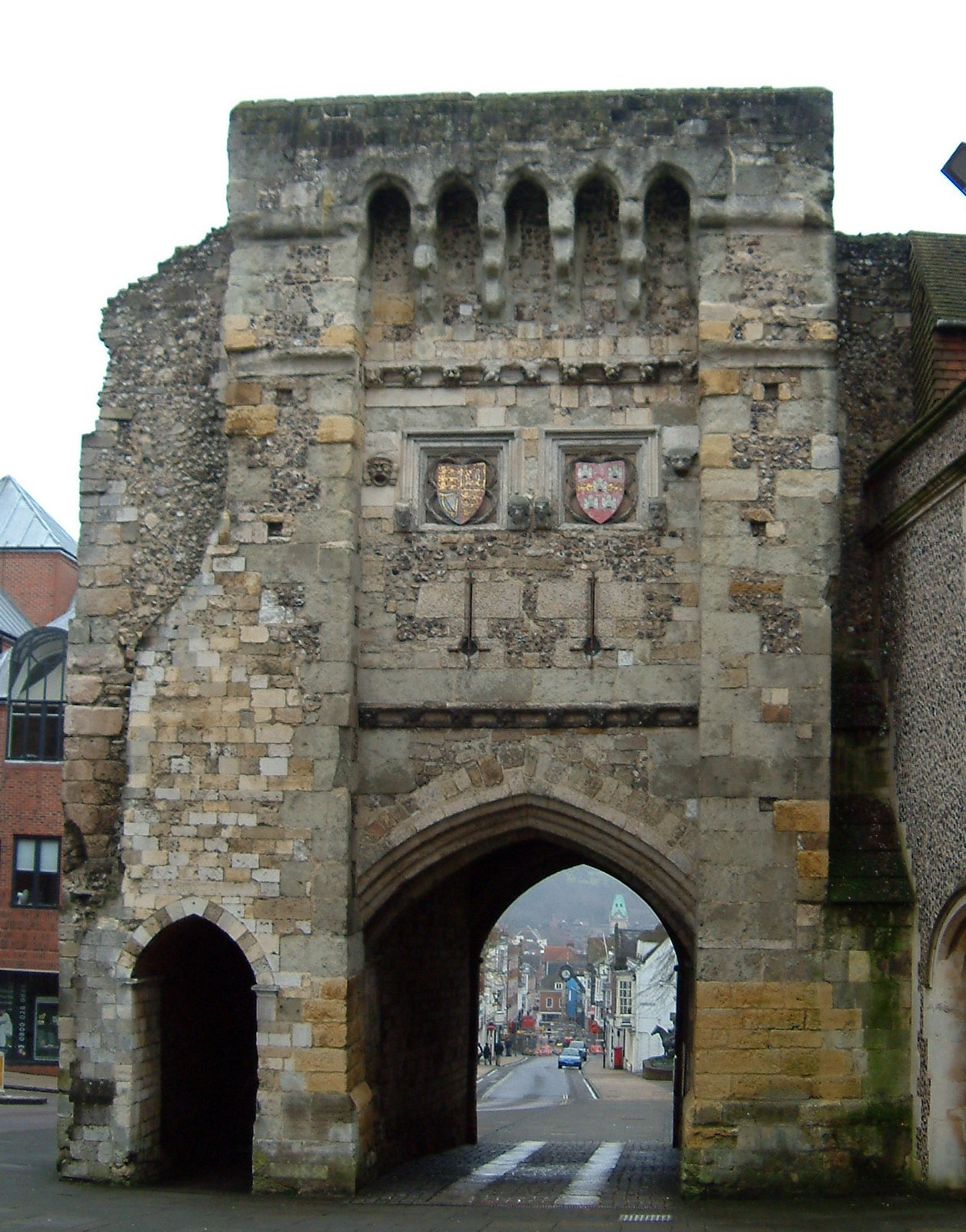
Сохранившаяся часть епископского замка Вулвси в Уинчестере

Несмотря на относительно спокойный приход Стефана Блуаского к власти, в Англии вскоре вспыхнула гражданская война: часть баронов перешла на сторону императрицы Матильды, дочери Генриха I. После присоединения к сторонникам Матильды Роберта Глостерского в 1138 году в западной и южной Англии начались военные столкновения между армиями короля Стефана и отрядами приверженцев Матильды. Генрих Блуаский на первом этапе войны решительно поддержал короля. Однако влияние и могущество Генриха вызывали недовольство Стефана. В 1138 году король добился избрания архиепископом Кентерберийским Теобальда Бекского, несмотря на то, что первым кандидатом на этот пост был Генрих. Последнему, однако, удалось сохранить ведущие позиции в английской церкви: 1 марта 1139 года ему были предоставлены полномочия папского легата на территории Англии, что ставило Генриха выше архиепископа.
Отношения Генриха со своим братом-королём резко обострились в середине 1139 года. Стефан арестовал и конфисковал владения Роджера, епископа Сольсбери. Это было воспринято как покушение светской власти на права церкви. На синоде английской церкви, созванном Генрихом Блуаским в августе 1139 года в Уинчестере, действия короля подверглись решительному осуждению. Это послужило толчком к постепенному отходу высшего духовенства от поддержки короля, что в условиях активизации сторонников Матильды в Англии представляло серьёзную угрозу для Стефана. 2 февраля 1141 года армия короля была разбита в сражении при Линкольне, а сам Стефан попал в плен.
Одержав победу, императрица Матильда начала переговоры с Генрихом Блуаским и, пообещав передать в его компетенцию все церковные вопросы, добилась его перехода на свою сторону. Генрих открыл перед императрицей ворота Уинчестере, где 8 апреля она была избрана королевой Англии. Летом 1141 года Матильда прибыла в Лондон. Однако её правление оказалось недолгим: высокомерием и авторитарностью императрица вскоре восстановила против себя значительную часть английской аристократии. В Лондоне вспыхнуло восстание, Матильда была вынуждена бежать. В то же время активную деятельность развили сторонники короля: Вильгельм Ипрский собрал в Кенте новую армию, а жена Стефана Матильда Булонская, заложив свои владения, обеспечила её финансирование. В Гилдфорде состоялась встреча Матильды Булонской и Генриха Блуаского, по результатам которой Генрих согласился вернуться на сторону Стефана. В ответ войска императрицы вошли в Уинчестер и осадили Вулвси, дворец епископа. Генрих организовал поджог города, а подошедшая армия Вильгельма Ипрского разбила армию Матильды в битве при Уинчестере. В этом сражении был пленён Роберт Глостерский, что позволило освободить короля: 1 ноября Стефан был обменян на Роберта.
В последующие годы гражданской войны Генрих Блуаский оставался на стороне короля. Ему удалось значительно расширить свои владения и установить свой контроль над замками Уинчестер, Мардон, Фарнем, Уолтем, Даунтаун и Таутон. Генрих был инициатором перестройски этих замков, а также реконструкции аббатства Гластонбери, Уинчестерского собора, епископского дворца в Уинчестере и Уинчестерского дворца в Лондоне. Одновременно Генрих большое влияние уделял английской церкви, защищая её от посягательств со стороны светской власти и поощряя основание монастырей и церквей. Именно в период легатства Генриха Блуаского были заложены основы регулярных сношений английского духовенства с папской курией, а английское влияние в Риме значительно усилилось. Существуют сведения, что Генрих пытался добиться придания Уинчестеру статуса архиепископства, однако не имел успеха.

### Последние годы
Полномочия папского легата, однако, не были пожизненными. Со смертью Иннокентия II 23 сентября 1143 года эти полномочия истекли. Новый папа римский Целестин II отказался возобновлять легатство Генриха Блуаского. Поездка в Рим результатов не принесла. В результате из первого лица в английской церкви Генрих опустился до обычного епископа, подчинённого архиепископу Кентерберийскому Теобальду. Это повлекло охлаждение отношений Генриха с Римом и сближение с королём. По всей видимости, именно Генрих Блуаский был инициатором затяжного конфликта Стефана с Теобальдом, вылившегося в изгнание последнего и отлучение папой короля, причём благодаря влиянию Генриха английское духовенство осталось верно Стефану. Конфликт, однако, через несколько лет был урегулирован, а Теобальд в 1150 году добился для себя статуса папского легата.
В начале 1150-х годов слабость королевской власти в Англии вызвала постепенный отход духовенства от поддержки Стефана Блуаского. Епископ Уинчестерский продолжал сохранять верность своему брату, однако после высадки в Англии в 1153 году Генриха Плантагенета положение стало критическим. В результате обе враждующие стороны пошли на переговоры, посредниками в которых выступали Генрих Блуаский и архиепископ Теобальд. 25 декабря 1153 года был заключён Уоллингфордский договор, завершивший гражданскую войну в Англии. В следующем году скончался король Стефан, и на английский престол вступил Генрих II Плантагенет. При Генрихе II епископ Уинчестерский в целом сохранил своё влияние в английской церкви, однако его роль как политического деятеля резко сократилась. Известно, что в 1155 году Генрих Блуаский поддержал назначение Томаса Беккета канцлером Англии. Вскоре после этого епископ отправился в Клюни, где провёл около трёх лет. В 1162 году Генрих рукоположил Томаса Беккета архиепископом Кентерберийским. В конце своей жизни Генрих председательствовал на процессе, организованном королём против Томаса Беккета, а после его убийства тайно оказывал поддержку семье Беккета.
Личность Генриха Блуаского вызывала восхищение современников. Генрих Хантингдонский описывал его как «монаха и воина», который одинаково легко руководил церковными синодами и сражался во главе своего отряда рыцарей. Он также отличался интересом к культуре и из своей поездки в Рим в 1151 году привёз в Уинчестер большое количество древнеримских скульптур. По заказу Генриха была создана одна из самых больших книг Средневековья — Уинчестерская илюминированная библия, сохранившаяся до настоящего времени. Сам епископ также был не чужд литературе: известно, что он написал длинную поэму в стихах на англонормандском языке, посвящённую войне с Шотландией.
Генрих Блуаский скончался 8 августа 1171 года в своём замке Вулвси в Уинчестере и был похоронен в Уинчестерском соборе.